# الهضبة الإيرانية
الهضبة الإيرانية والمعروفة أيضا بالهضبة الفارسية هي عبارة عن تكوين جغرافي في جنوب غرب آسيا ومنطقة القوقاز. هي جزء من الصفيحة الأوروآسيوية بين الصفيحتين العربية والهندية الواقعة بين جبال زاغروس في الغرب وبحر قزوين والكوبت داج في الشمال ومضيق هرمز وبحر العرب في الجنوب والهندوكوش في الشرق.
يحدها شرقا ثلاث جبال متوازية وهي جبال سليمان ويحدها شمالا المرتفعات الأرمنية ويحدها شرقا
جبال زاجروس ويحدها جنوبا بحر قزوین وهو موقع ذات طبيعة جبلية يوجد في منتصف الهضبة صحراء لوت وهي من أكثر مناطق العالم حرارة.

## جغرافية
تمتد هضبة إيران من سلسلة جبال زاغروس في الشمال الغربي إلى سلسلة جبال سليمان في الشرق. من الشمال إلى القوقاز وبحر قزوين وكامل طول نهر أمو داريا إلى منبع ذلك النهر.
  ومن الجنوب يقتصر على البحر والخليج. وبهذه الطريقة بين الوديان الخصبة لنهري دجلة والفرات من جهة ونهر السند من جهة أخرى، توجد هضبة عالية على شكل مثلث، تحيط بها الجبال والمرتفعات الشاهقة. وتشمل هذه الجبال: سلسلة جبال البرز، التي تنفصل عن أرارات في شمال غرب الهضبة وبعد مرورها عبر الجزء الجنوبي من بحر قزوين، تؤدي إلى جبل بابا، أحد فروع هندو كوش. في الغرب توجد جبال كردستان أو زاغروس، والتي تتجه قطريًا إلى الشرق. على الجانب الشرقي من هذه الهضبة، توجد ثلاث سلاسل جبلية من الشمال إلى الجنوب، موازية لجبال سليمان. تنتشر هذه الهضبة في جنوب آسيا وجنوب غرب آسيا والقوقاز. كانت هذه المنطقة موطنًا للشعب الإيراني والمنطقة الرئيسية لإيران في فترات تاريخية مختلفة.

## التغيرات المناخية
هذه المنطقة هي واحدة من أكثر المناطق ديناميكية في العالم من وجهة نظر الأرصاد الجوية. تتحكم الجبهة الجوية السيبيرية ورياح البحر الأبيض المتوسط الغربية ورياح الرياح الموسمية في المحيط الهندي بمناخ هذه المنطقة. أي تغيير في أداء وكثافة وموقع هذه الآليات يؤدي إلى تغيير في كمية الرطوبة ودخول الغبار الناعم إلى هضبة إيران. أن تراجع الحضارات مثل الحضارة الأكادية، وحضارة أور الثالثة، وإمبراطورية عيلام، والمملكة الوسطى، والإمبراطورية الأخمينية، والإمبراطورية البارثية أو البارثية، والإمبراطورية الساسانية، والإمبراطورية الصفوية تزامنت مع فترات الجفاف في المنطقة.

## مناخ
مناخ الهضبة الإيرانية جاف وشتاؤها بارد وجاف وصيفها حار جدا وحارق. في فصل الشتاء، في المناطق المسطحة من الهضبة، تنخفض درجة الحرارة أحيانًا إلى بضع درجات تحت الصفر. لكن هذا الوضع يُرى دائمًا في المناطق الجبلية. تتدفق الرياح العادية أيضًا من خارج الهضبة باتجاه هذه الأرض. الرياح الشمالية الغربية بعد عبور البحر الأبيض المتوسط وسوريا ، يدخل هضبة إيران ويسلك الطريق إلى الهند. تهب الرياح الجنوبية الشرقية من المحيط الهندي وتعبر الهضبة في خط مائل مقابل الرياح الشمالية الغربية. وتكون الرياح المذكورة أعلاه أكثر شدة في الربيع والصيف والرياح الشمالية الغربية في الخريف والشتاء، وفي كلتا الحالتين تنتج تيارات سريعة وقوية. وتوجد في بعض مناطق الهضبة رياح خاصة أشهرها رياح سيستان التي تدوم 120 يوما. تصل سرعة هذه الرياح إلى 60 كم في الساعة. في غرب الهضبة الإيرانية، تمطر حوالي 500 إلى 600 ملم، وفي الشمال الغربي من الهضبة الإيرانية، تمطر 250 إلى 500 ملم، وفي شمال الهضبة الإيرانية، وهي الأراضي الجنوبية لبحر قزوين. وهناك تباين كبير نتج عن هطول أمطار كثيرة بحوالي 1200 إلى 1500 ملم، و 900 ملم في مازندران، و 50 إلى 110 ملم في جنوب شرق الهضبة الإيرانية، و 150 ملم في الجنوب.

## الأنهار
النهر الوحيد القابل للملاحة بين نهر السند والفرات هو نهر كارون، والذي يستخدم فقط 180 كم منه. يتدفق هذا النهر من جبال شاهارمال وبختياري، ومن نفس سلسلة الجبال، ينبع أيضًا نهر آخر يسمى زيانده رود، مما يساهم في ازدهار أصفهان. يتدفق هذا النهر من جبال تشهارمحال وبختياري (محافظة)، ومن نفس سلسلة الجبال، ينبع أيضًا نهر آخر يسمى زيانده رود، مما يساهم في ازدهار أصفهان. نهر أراس هو نهر آخر في هضبة إيران، والذي يشكل الحدود بين إيران وروسيا في شمال غرب هذه الأرض. يُطلق على أطول الأنهار الداخلية في إيران اسم قزل‌اوزن، والذي كان يُطلق عليه في العصور القديمة أمارديس. هذا النهر، بعد دخوله هشترود بالقرب من جسر منجل، أخذ اسم سفیدرود ويدخل إلى مازندران لو بحر قزوين في شرق رشت. والنهر الآخر يسمى تاجان، ويسمى أيضًا نهر هري لأنه يمر عبر هرات في أفغانستان، وكشفرود أحد روافده التي تصب في حريرود شمال مشهد. هيرمند أو هلمند هو نهر آخر في جنوب شرق إيران. ينبع هذا النهر من جبل بابا في أفغانستان ويتدفق إلى بحيرة هامون. كانت الحدود الشمالية الشرقية للهضبة الإيرانية هي نهر آمو دريا في آسيا الوسطى.